# 2013-as indianapolisi 500
A 97. Indianapolisi 500 mérföldes versenyt 2013. május 26-án rendezték meg az Indianapolis Motor Speedway-en. Az első nyílt tesztnap május 11-én volt megtartva, ezen a napon volt az újoncok tesztje is. Ezt követően Május 12-17 között minden nap volt teszt.
1987-óta először fordult elő, hogy két versenyző is egyszerre próbálja megszerezni a 4. Indy500-át. Ezúttal Hélio Castroneves (2001, 2002, 2009) és Dario Franchitti (2007, 2010, 2012) próbálkozott.
11 próbálkozás után Tony Kanaan-nak sikerült megszereznie első Indy500-as győzelmét.
Több rekord is megdőlt a versenyen:Legtöbb célba érő autó (26), Legkevesebb sárga zászlós kör (21), Legtöbb kör folyamatos zöld zászló alatt (133) a 66-iktól a 193-ikig.

## Menetrend
| Dátum    | Nap       | Esemény                         |
| -------- | --------- | ------------------------------- |
| Május 11 | Szombat   | Újoncteszt & Szabadedzés        |
| Május 12 | Vasárnap  | Szabadedzés                     |
| Május 13 | Hétfő     | Újoncteszt & Szabadedzés        |
| Május 14 | Kedd      | Szabadedzés                     |
| Május 15 | Szerda    | Szabadedzés                     |
| Május 16 | Csütörtök | Szabadedzés                     |
| Május 17 | Péntek    | "Fast Friday"                   |
| Május 18 | Szombat   | "Pole Day"                      |
| Május 19 | Vasárnap  | "Bump Day"                      |
| Május 24 | Péntek    | "Carb Day" & utolsó Szabadedzés |
| Május 26 | Vasárnap  | 97.ik Indianapolisi 500         |

## Nevezett versenyzők
| No. | Driver               | Status | Entrant                               | Engine    | Sponsor                             |
| --- | -------------------- | ------ | ------------------------------------- | --------- | ----------------------------------- |
| 1   | Ryan Hunter-Reay     |        | Andretti Autosport                    | Chevrolet | DHL                                 |
| 2   | A. J. Allmendinger   | R      | Team Penske                           | Chevrolet | IZOD                                |
| 3   | Helio Castroneves    | W      | Team Penske                           | Chevrolet | Shell V-Power/Pennzoil Ultra        |
| 4   | J. R. Hildebrand     |        | Panther Racing                        | Chevrolet | National Guard/Man of Steel         |
| 5   | E. J. Viso           |        | Team Venezuela/Andretti Autosport/HVM | Chevrolet | PDVSA/Citgo                         |
| 6   | Sebastián Saavedra   |        | Dragon Racing                         | Chevrolet | TrueCar                             |
| 7   | Sebastien Bourdais   |        | Dragon Racing                         | Chevrolet | McAfee/Bing                         |
| 8   | Ryan Briscoe         |        | Chip Ganassi Racing                   | Honda     | NTT DATA/Hulu                       |
| 9   | Scott Dixon          | W      | Target Chip Ganassi Racing            | Honda     | Target                              |
| 10  | Dario Franchitti     | W      | Target Chip Ganassi Racing            | Honda     | Target                              |
| 11  | Tony Kanaan          |        | KV Racing Technology                  | Chevrolet | Hydroxycut/Mouser                   |
| 12  | Will Power           |        | Team Penske                           | Chevrolet | Verizon                             |
| 14  | Szató Takuma         |        | A. J. Foyt Enterprises                | Honda     | ABC Supply Co./Panasonic            |
| 15  | Graham Rahal         |        | Rahal Letterman Lanigan Racing        | Honda     | Midas/Big O Tires                   |
| 16  | James Jakes          |        | Rahal Letterman Lanigan Racing        | Honda     | Acorn Stairlifts                    |
| 17  | Michel Jourdain, Jr. |        | Rahal Letterman Lanigan Racing        | Honda     | Office Depot                        |
| 18  | Ana Beatriz          |        | Dale Coyne Racing                     | Honda     | Ipiranga                            |
| 19  | Justin Wilson        |        | Dale Coyne Racing                     | Honda     | Boy Scouts of America/Sonny's BBQ   |
| 20  | Ed Carpenter         |        | Ed Carpenter Racing                   | Chevrolet | Fuzzy's Vodka                       |
| 21  | Josef Newgarden      |        | Sarah Fisher Hartman Racing           | Honda     | Century 21                          |
| 22  | Oriol Servià         |        | Panther DRR                           | Chevrolet | Mecum Auto Auctions                 |
| 25  | Marco Andretti       |        | Andretti Autosport                    | Chevrolet | RC Cola                             |
| 26  | Carlos Muñoz         | R      | Andretti Autosport                    | Chevrolet | Electric Energy Straws/Dialy-Ser    |
| 27  | James Hinchcliffe    |        | Andretti Autosport                    | Chevrolet | GoDaddy.com                         |
| 40  | TBA                  |        | Ed Carpenter Racing                   | Chevrolet | Ed Carpenter Racing                 |
| 41  | Conor Daly           | R      | A. J. Foyt Enterprises                | Honda     | ABC Supply Co.                      |
| 55  | Tristan Vautier      | R      | Schmidt Peterson Motorsports          | Honda     | Lucas Oil                           |
| 60  | Townsend Bell        |        | Panther Racing                        | Chevrolet | Sunoco "Turbo"                      |
| 63  | Pippa Mann           |        | Dale Coyne Racing                     | Honda     | Cyclops Gear                        |
| 77  | Simon Pagenaud       |        | Schmidt Hamilton Motorsports          | Honda     | Hewlett-Packard                     |
| 78  | Simona de Silvestro  |        | KV Racing Technology                  | Chevrolet | Nuclear Energy                      |
| 81  | Katherine Legge      |        | Schmidt Peterson Motorsports          | Honda     | Angie's List                        |
| 83  | Charlie Kimball      |        | Chip Ganassi Racing                   | Honda     | NovoLog FlexPen                     |
| 91  | Buddy Lazier         | W      | Lazier Partners Racing                | Chevrolet | Advance Auto Parts                  |
| 98  | Alex Tagliani        |        | Bryan Herta Autosport                 | Honda     | Barracuda Networks/Bowers & Wilkins |

| Icon | Meaning         |
| ---- | --------------- |
| R    | Újonc           |
| W    | Korábbi győztes |

## Edzések
Május 11-Újoncteszt & Szabadedzés
| Leggyorsabb körök     | Leggyorsabb körök | Leggyorsabb körök | Leggyorsabb körök           | Leggyorsabb körök | Leggyorsabb körök | Leggyorsabb körök | Leggyorsabb körök | Leggyorsabb körök |
| Poz                   | No.               | Versenyző         | Csapat                      | Motor             | Sebesség          |                   |                   |                   |
| --------------------- | ----------------- | ----------------- | --------------------------- | ----------------- | ----------------- | ----------------- | ----------------- | ----------------- |
| 1                     | 20                | Ed Carpenter      | Ed Carpenter Racing         | Chevrolet         | 220.970           |                   |                   |                   |
| 2                     | 21T               | Josef Newgarden   | Sarah Fisher Hartman Racing | Honda             | 220.920           |                   |                   |                   |
| 3                     | 26                | Carlos Muñoz (R)  | Andretti Autosport          | Chevrolet         | 220.720           |                   |                   |                   |
| HIVATALOS VÉGEREDMÉNY |                   |                   |                             |                   |                   |                   |                   |                   |

Május 12-Szabadedzés
| Leggyorsabb körök     | Leggyorsabb körök | Leggyorsabb körök | Leggyorsabb körök  | Leggyorsabb körök | Leggyorsabb körök | Leggyorsabb körök | Leggyorsabb körök | Leggyorsabb körök |
| Poz                   | No.               | Versenyző         | Csapat             | Motor             | Sebesség          |                   |                   |                   |
| --------------------- | ----------------- | ----------------- | ------------------ | ----------------- | ----------------- | ----------------- | ----------------- | ----------------- |
| 1                     | 26                | Carlos Muñoz (R)  | Andretti Autosport | Chevrolet         | 223.023           |                   |                   |                   |
| 2                     | 1                 | Ryan Hunter-Reay  | Andretti Autosport | Chevrolet         | 222.825           |                   |                   |                   |
| 3                     | 5                 | E. J. Viso        | Andretti Autosport | Chevrolet         | 222.523           |                   |                   |                   |
| HIVATALOS VÉGEREDMÉNY |                   |                   |                    |                   |                   |                   |                   |                   |

Május 13-Újoncteszt & Szabadedzés
| Leggyorsabb körök     | Leggyorsabb körök | Leggyorsabb körök | Leggyorsabb körök  | Leggyorsabb körök | Leggyorsabb körök | Leggyorsabb körök | Leggyorsabb körök | Leggyorsabb körök |
| Poz                   | No.               | Versenyző         | Csapat             | Motor             | Sebesség          |                   |                   |                   |
| --------------------- | ----------------- | ----------------- | ------------------ | ----------------- | ----------------- | ----------------- | ----------------- | ----------------- |
| 1                     | 25                | Marco Andretti    | Andretti Autosport | Chevrolet         | 225.100           |                   |                   |                   |
| 2                     | 3                 | Hélio Castroneves | Team Penske        | Chevrolet         | 225.075           |                   |                   |                   |
| 3                     | 1                 | Ryan Hunter-Reay  | Andretti Autosport | Chevrolet         | 224.386           |                   |                   |                   |
| HIVATALOS VÉGEREDMÉNY |                   |                   |                    |                   |                   |                   |                   |                   |

Május 14-Szabadedzés
| Leggyorsabb körök     | Leggyorsabb körök | Leggyorsabb körök | Leggyorsabb körök  | Leggyorsabb körök | Leggyorsabb körök | Leggyorsabb körök | Leggyorsabb körök | Leggyorsabb körök |
| Poz                   | No.               | Versenyző         | Csapat             | Motor             | Sebesség          |                   |                   |                   |
| --------------------- | ----------------- | ----------------- | ------------------ | ----------------- | ----------------- | ----------------- | ----------------- | ----------------- |
| 1                     | 25                | James Hinchcliffe | Andretti Autosport | Chevrolet         | 224.210           |                   |                   |                   |
| 2                     | 4                 | J. R. Hildebrand  | Panther Racing     | Chevrolet         | 223.652           |                   |                   |                   |
| 3                     | 25                | Marco Andretti    | Andretti Autosport | Chevrolet         | 223.570           |                   |                   |                   |
| HIVATALOS VÉGEREDMÉNY |                   |                   |                    |                   |                   |                   |                   |                   |

Május 15-Szabadedzés
| Leggyorsabb körök      | Leggyorsabb körök | Leggyorsabb körök | Leggyorsabb körök          | Leggyorsabb körök | Leggyorsabb körök | Leggyorsabb körök | Leggyorsabb körök | Leggyorsabb körök |
| Poz                    | No.               | Versenyző         | Csapat                     | Motor             | Sebesség          |                   |                   |                   |
| ---------------------- | ----------------- | ----------------- | -------------------------- | ----------------- | ----------------- | ----------------- | ----------------- | ----------------- |
| 1                      | 10                | Dario Franchitti  | Target Chip Ganassi Racing | Honda             | 224.235           |                   |                   |                   |
| 2                      | 60                | Townsend Bell     | Panther Racing             | Chevrolet         | 223.716           |                   |                   |                   |
| 3                      | 3                 | Helio Castroneves | Team Penske                | Chevrolet         | 223.699           |                   |                   |                   |
| HIVATALOS VÉGEREDMÉNY] |                   |                   |                            |                   |                   |                   |                   |                   |

Május 16-Szabadedzés
| Leggyorsabb körök     | Leggyorsabb körök | Leggyorsabb körök | Leggyorsabb körök  | Leggyorsabb körök | Leggyorsabb körök | Leggyorsabb körök | Leggyorsabb körök | Leggyorsabb körök |
| Poz                   | No.               | Versenyző         | Csapat             | Motor             | Sebesség          |                   |                   |                   |
| --------------------- | ----------------- | ----------------- | ------------------ | ----------------- | ----------------- | ----------------- | ----------------- | ----------------- |
| 1                     | 26                | Carlos Muñoz (R)  | Andretti Autosport | Chevrolet         | 225.163           |                   |                   |                   |
| 2                     | 1                 | Ryan Hunter-Reay  | Andretti Autosport | Chevrolet         | 225.006           |                   |                   |                   |
| 3                     | 25                | Marco Andretti    | Andretti Autosport | Chevrolet         | 224.882           |                   |                   |                   |
| HIVATALOS VÉGEREDMÉNY |                   |                   |                    |                   |                   |                   |                   |                   |

Május 17-Fast Friday
| Leggyorsabb körök     | Leggyorsabb körök | Leggyorsabb körök | Leggyorsabb körök  | Leggyorsabb körök | Leggyorsabb körök | Leggyorsabb körök | Leggyorsabb körök | Leggyorsabb körök |
| Poz                   | No.               | Versenyző         | Csapat             | Motor             | Sebesség          |                   |                   |                   |
| --------------------- | ----------------- | ----------------- | ------------------ | ----------------- | ----------------- | ----------------- | ----------------- | ----------------- |
| 1                     | 5                 | E. J. Viso        | Andretti Autosport | Chevrolet         | 229.537           |                   |                   |                   |
| 2                     | 25                | Marco Andretti    | Andretti Autosport | Chevrolet         | 228.754           |                   |                   |                   |
| 3                     | 26                | Carlos Muñoz (R)  | Andretti Autosport | Chevrolet         | 228.520           |                   |                   |                   |
| HIVATALOS VÉGEREDMÉNY |                   |                   |                    |                   |                   |                   |                   |                   |

## Kvalifikáció
| Pole Day –Szombat, 2013. május 18. | Pole Day –Szombat, 2013. május 18. | Pole Day –Szombat, 2013. május 18. | Pole Day –Szombat, 2013. május 18. | Pole Day –Szombat, 2013. május 18. | Pole Day –Szombat, 2013. május 18. | Pole Day –Szombat, 2013. május 18. | Pole Day –Szombat, 2013. május 18. | Pole Day –Szombat, 2013. május 18. |
| Poz.                               | No.                                | Versenyző                          | Csapat                             | Motor                              | Sebesség                           | Pts.                               |                                    |                                    |
| Pozíciók 1–9                       | Pozíciók 1–9                       | Pozíciók 1–9                       | Pozíciók 1–9                       | Pozíciók 1–9                       | Pozíciók 1–9                       | Pozíciók 1–9                       | Pozíciók 1–9                       | Pozíciók 1–9                       |
| ---------------------------------- | ---------------------------------- | ---------------------------------- | ---------------------------------- | ---------------------------------- | ---------------------------------- | ---------------------------------- | ---------------------------------- | ---------------------------------- |
| 1                                  | 12                                 | Will Power                         | Team Penske                        | Chevrolet                          | 228.844                            | –                                  |                                    |                                    |
| 2                                  | 1                                  | Ryan Hunter-Reay                   | Andretti Autosport                 | Chevrolet                          | 228.282                            | –                                  |                                    |                                    |
| 3                                  | 26                                 | Carlos Muñoz (R)                   | Andretti Autosport                 | Chevrolet                          | 228.171                            | –                                  |                                    |                                    |
| 4                                  | 3                                  | Hélio Castroneves                  | Team Penske                        | Chevrolet                          | 227.975                            | –                                  |                                    |                                    |
| 5                                  | 20                                 | Ed Carpenter                       | Ed Carpenter Racing                | Chevrolet                          | 227.952                            | –                                  |                                    |                                    |
| 6                                  | 25                                 | Marco Andretti                     | Andretti Autosport                 | Chevrolet                          | 227.893                            | –                                  |                                    |                                    |
| 7                                  | 2                                  | A. J. Allmendinger (R)             | Team Penske                        | Chevrolet                          | 227.761                            | –                                  |                                    |                                    |
| 8                                  | 5                                  | E. J. Viso                         | Andretti Autosport                 | Chevrolet                          | 227.612                            | –                                  |                                    |                                    |
| 9                                  | 27                                 | James Hinchcliffe                  | Andretti Autosport                 | Chevrolet                          | 227.493                            | –                                  |                                    |                                    |
| Pozíciók 10–24                     |                                    |                                    |                                    |                                    |                                    |                                    |                                    |                                    |
| 10                                 | 4                                  | J. R. Hildebrand                   | Panther Racing                     | Chevrolet                          | 227.441                            | 4                                  |                                    |                                    |
| 11                                 | 98                                 | Alex Tagliani                      | Barracuda Racing                   | Honda                              | 227.386                            | 4                                  |                                    |                                    |
| 12                                 | 11                                 | Tony Kanaan                        | KV Racing Technology               | Chevrolet                          | 226.949                            | 4                                  |                                    |                                    |
| 13                                 | 22                                 | Oriol Servià                       | Panther DRR                        | Chevrolet                          | 226.814                            | 4                                  |                                    |                                    |
| 14                                 | 19                                 | Justin Wilson                      | Dale Coyne Racing                  | Honda                              | 226.370                            | 4                                  |                                    |                                    |
| 15                                 | 7                                  | Sebastien Bourdais                 | Dragon Racing                      | Chevrolet                          | 226.196                            | 4                                  |                                    |                                    |
| 16                                 | 9                                  | Scott Dixon                        | Chip Ganassi Racing                | Honda                              | 226.158                            | 4                                  |                                    |                                    |
| 17                                 | 10                                 | Dario Franchitti                   | Chip Ganassi Racing                | Honda                              | 226.069                            | 4                                  |                                    |                                    |
| 18                                 | 14                                 | Szató Takuma                       | A. J. Foyt Enterprises             | Honda                              | 225.892                            | 4                                  |                                    |                                    |
| 19                                 | 83                                 | Charlie Kimball                    | Chip Ganassi Racing                | Honda                              | 225.880                            | 4                                  |                                    |                                    |
| 20                                 | 16                                 | James Jakes                        | Rahal Letterman Lanigan Racing     | Honda                              | 225.809                            | 4                                  |                                    |                                    |
| 21                                 | 77                                 | Simon Pagenaud                     | Schmidt Hamilton Motorsports       | Honda                              | 225.674                            | 4                                  |                                    |                                    |
| 22                                 | 60                                 | Townsend Bell                      | Panther Racing                     | Chevrolet                          | 225.643                            | 4                                  |                                    |                                    |
| 23                                 | 8                                  | Ryan Briscoe                       | Chip Ganassi Racing                | Honda                              | 225.265                            | 4                                  |                                    |                                    |
| 24                                 | 78                                 | Simona de Silvestro                | KV Racing Technology               | Chevrolet                          | 225.226                            | 4                                  |                                    |                                    |
| További Próbálkozók                |                                    |                                    |                                    |                                    |                                    |                                    |                                    |                                    |
|                                    | 21                                 | Josef Newgarden                    | Sarah Fisher Hartman Racing        | Honda                              | 225.210                            |                                    |                                    |                                    |
|                                    | 18                                 | Ana Beatriz                        | Dale Coyne Racing                  | Honda                              | 225.117                            |                                    |                                    |                                    |
|                                    | 15                                 | Graham Rahal                       | Rahal Letterman Lanigan Racing     | Honda                              | 224.950                            |                                    |                                    |                                    |
|                                    | 6                                  | Sebastián Saavedra                 | Dragon Racing                      | Chevrolet                          | 224.656                            |                                    |                                    |                                    |
|                                    | 55                                 | Tristan Vautier (R)                | Schmidt Peterson Motorsports       | Honda                              | 224.156                            |                                    |                                    |                                    |
|                                    | 91                                 | Buddy Lazier                       | Lazier Partners Racing             | Chevrolet                          | 223.073                            |                                    |                                    |                                    |
|                                    | 17                                 | Michel Jourdain, Jr.               | Rahal Letterman Lanigan Racing     | Honda                              | 218.329                            |                                    |                                    |                                    |
|                                    | 41                                 | Conor Daly (R)                     | A. J. Foyt Enterprises             | Honda                              | Kiintették                         |                                    |                                    |                                    |
|                                    | 63                                 | Pippa Mann                         | Dale Coyne Racing                  | Honda                              | Nem próbálkozott                   |                                    |                                    |                                    |

## Bump Day
| 1 | 20 | Ed Carpenter           | Ed Carpenter Racing | Chevrolet | 228.762 | 15 |
| 2 | 26 | Carlos Muñoz (R)       | Andretti Autosport  | Chevrolet | 228.342 | 13 |
| 3 | 25 | Marco Andretti         | Andretti Autosport  | Chevrolet | 228.261 | 12 |
| 4 | 5  | E. J. Viso             | Andretti Autosport  | Chevrolet | 228.150 | 11 |
| 5 | 2  | A. J. Allmendinger (R) | Team Penske         | Chevrolet | 228.099 | 10 |
| 6 | 12 | Will Power             | Team Penske         | Chevrolet | 228.087 | 9  |
| 7 | 1  | Ryan Hunter-Reay       | Andretti Autosport  | Chevrolet | 227.904 | 8  |
| 8 | 3  | Hélio Castroneves      | Team Penske         | Chevrolet | 227.762 | 7  |
| 9 | 27 | James Hinchcliffe      | Andretti Autosport  | Chevrolet | 227.070 | 6  |

## Rajtrács
(R) = Indy500 újonc; (W) = Korábbi Indy500 győztes
| Sor | Belül | Belül               | Középen | Középen                | Kívül | Kívül               |
| --- | ----- | ------------------- | ------- | ---------------------- | ----- | ------------------- |
| 1   | 20    | Ed Carpenter        | 26      | Carlos Muñoz (R)       | 25    | Marco Andretti      |
| 2   | 5     | EJ Viso             | 2       | A. J. Allmendinger (R) | 12    | Will Power          |
| 3   | 1     | Ryan Hunter-Reay    | 3       | Hélio Castroneves (W)  | 27    | James Hinchcliffe   |
| 4   | 4     | J. R. Hildebrand    | 98      | Alex Tagliani          | 11    | Tony Kanaan         |
| 5   | 22    | Oriol Servià        | 19      | Justin Wilson          | 7     | Sebastien Bourdais  |
| 6   | 9     | Scott Dixon (W)     | 10      | Dario Franchitti (W)   | 14    | Szató Takuma        |
| 7   | 83    | Charlie Kimball     | 16      | James Jakes            | 77    | Simon Pagenaud      |
| 8   | 60    | Townsend Bell       | 8       | Ryan Briscoe           | 78    | Simona de Silvestro |
| 9   | 21    | Josef Newgarden     | 15      | Graham Rahal           | 6     | Sebastián Saavedra  |
| 10  | 55    | Tristan Vautier (R) | 18      | Ana Beatriz            | 63    | Pippa Mann          |
| 11  | 41    | Conor Daly (R)      | 91      | Buddy Lazier (W)       | 81    | Katherine Legge     |

## Végeredmény
| Poz                   | No. | Versenyző              | Csapat                         | Motor     | Körök | Idő/Kiesés oka  | Rajtrács | Vezetett körök | Pontok |
| --------------------- | --- | ---------------------- | ------------------------------ | --------- | ----- | --------------- | -------- | -------------- | ------ |
| 1                     | 11  | Tony Kanaan            | KV Racing Technology           | Chevrolet | 200   | 2:40:03.4181    | 12       | 34             | 55     |
| 2                     | 26  | Carlos Muñoz (R)       | Andretti Autosport             | Chevrolet | 200   | + 0.1159†       | 2        | 12             | 54     |
| 3                     | 1   | Ryan Hunter-Reay       | Andretti Autosport             | Chevrolet | 200   | + 0.2480        | 7        | 26             | 44     |
| 4                     | 25  | Marco Andretti         | Andretti Autosport             | Chevrolet | 200   | + 0.3634        | 3        | 31             | 45     |
| 5                     | 19  | Justin Wilson          | Dale Coyne Racing              | Honda     | 200   | + 0.8138        | 14       | 0              | 34     |
| 6                     | 3   | Hélio Castroneves (W)  | Team Penske                    | Chevrolet | 200   | + 3.0086        | 8        | 1              | 36     |
| 7                     | 2   | A. J. Allmendinger (R) | Team Penske                    | Chevrolet | 200   | + 4.0107        | 5        | 23             | 37     |
| 8                     | 77  | Simon Pagenaud         | Schmidt Hamilton Motorsports   | Honda     | 200   | + 4.2609        | 21       | 0              | 28     |
| 9                     | 83  | Charlie Kimball        | Chip Ganassi Racing            | Honda     | 200   | + 5.6864        | 19       | 0              | 26     |
| 10                    | 20  | Ed Carpenter           | Ed Carpenter Racing            | Chevrolet | 200   | + 6.8425        | 1        | 37             | 38     |
| 11                    | 22  | Oriol Servià           | Panther DRR                    | Chevrolet | 200   | + 7.8633        | 13       | 0              | 23     |
| 12                    | 8   | Ryan Briscoe           | Chip Ganassi Racing            | Honda     | 200   | + 8.9216        | 23       | 0              | 22     |
| 13                    | 14  | Szató Takuma           | A. J. Foyt Enterprises         | Honda     | 200   | + 10.2602       | 18       | 0              | 21     |
| 14                    | 9   | Scott Dixon (W)        | Chip Ganassi Racing            | Honda     | 200   | + 11.3858       | 16       | 1              | 21     |
| 15                    | 18  | Ana Beatriz            | Dale Coyne Racing              | Honda     | 200   | + 12.2657       | 29       | 0              | 18     |
| 16                    | 55  | Tristan Vautier (R)    | Schmidt Peterson Motorsports   | Honda     | 200   | + 15.3045       | 28       | 0              | 17     |
| 17                    | 78  | Simona de Silvestro    | KV Racing Technology           | Chevrolet | 200   | + 15.7201       | 24       | 0              | 17     |
| 18                    | 5   | E. J. Viso             | Andretti Autosport             | Chevrolet | 200   | + 17.8056       | 4        | 5              | 24     |
| 19                    | 12  | Will Power             | Team Penske                    | Chevrolet | 200   | + 22.5403       | 6        | 16             | 21     |
| 20                    | 16  | James Jakes            | Rahal Letterman Lanigan Racing | Honda     | 199   | + 1 kör         | 20       | 5              | 15     |
| 21                    | 27  | James Hinchcliffe      | Andretti Autosport             | Chevrolet | 199   | + 1 kör         | 9        | 7              | 16     |
| 22                    | 41  | Conor Daly (R)         | A. J. Foyt Enterprises         | Honda     | 198   | + 2 kör         | 31       | 0              | 11     |
| 23                    | 10  | Dario Franchitti (W)   | Chip Ganassi Racing            | Honda     | 197   | Baleset         | 17       | 0              | 11     |
| 24                    | 98  | Alex Tagliani          | Barracuda Racing               | Honda     | 196   | + 4 kör         | 11       | 1              | 11     |
| 25                    | 15  | Graham Rahal           | Rahal Letterman Lanigan Racing | Honda     | 193   | Baleset         | 26       | 0              | 8      |
| 26                    | 81  | Katherine Legge        | Schmidt Peterson Motorsports   | Honda     | 193   | + 7 kör         | 33       | 0              | 8      |
| 27                    | 60  | Townsend Bell          | Panther Racing                 | Chevrolet | 192   | + 8 kör         | 22       | 1              | 10     |
| 28                    | 21  | Josef Newgarden        | Sarah Fisher Hartman Racing    | Honda     | 191   | + 9 kör         | 25       | 0              | 8      |
| 29                    | 7   | Sebastien Bourdais     | Dragon Racing                  | Chevrolet | 178   | Baleset         | 15       | 0              | 9      |
| 30                    | 63  | Pippa Mann             | Dale Coyne Racing              | Honda     | 46    | Baleset         | 30       | 0              | 8      |
| 31                    | 91  | Buddy Lazier (W)       | Lazier Partners Racing         | Chevrolet | 44    | Mechanikai hiba | 32       | 0              | 8      |
| 32                    | 6   | Sebastián Saavedra     | Dragon Racing                  | Chevrolet | 34    | Baleset         | 27       | 0              | 8      |
| 33                    | 4   | J. R. Hildebrand       | Panther Racing                 | Chevrolet | 3     | Baleset         | 10       | 0              | 9      |
| † Sárga zászló alatt  |     |                        |                                |           |       |                 |          |                |        |
| HIVATALOS VÉGEREDMÉNY |     |                        |                                |           |       |                 |          |                |        |